# IC 2450
IC 2450 ist eine linsenförmige Galaxie vom Hubble-Typ S0 im Sternbild Krebs auf der Ekliptik. Sie ist schätzungsweise 70 Millionen Lichtjahre von der Milchstraße entfernt und hat einen Durchmesser von etwa 30.000 Lj.

Im selben Himmelsareal befindet sich u. a. die Galaxie NGC 2824.
Das Objekt wurde am 9. April 1896 von Stéphane Javelle entdeckt.